# Condado del Grove
El condado del Grove es un título nobiliario español creado el 9 de julio de 1902 por el rey Alfonso XIII a favor de Juan Loriga y Herrera-Dávila, general de artillería, con autorización a designar sucesor.
Su denominación hace referencia a la localidad de El Grove, provincia de Pontevedra.

## Condes del Grove
|                           | Titular                        | Periodo                   |
| Creación por Alfonso XIII | Creación por Alfonso XIII      | Creación por Alfonso XIII |
| ------------------------- | ------------------------------ | ------------------------- |
| I                         | Juan Loriga y Herrera-Dávila   | 1902-1929                 |
| II                        | Josefa Loriga y Parra          | 1929-1938                 |
| III                       | Eliseo Loriga y Parra          | 1940-1959                 |
| IV                        | María Araceli Loriga y Taboada | 1960- 1983                |
| Título vacante            |                                |                           |

## Historia de los condes del Grove
- Juan Loriga y Herrera-Dávila (Madrid, 2 de agosto de 1853-Madrid, 8 de marzo de 1929), I conde del Grove.[1]  Era hijo de Francisco Loriga Taboada y de Dolores Herrera-Dávila.[1]

Casó, por poderes, en la Coruña, el 7 de julio de 1875, con su prima hermana, con Josefa Loriga y Parra. Sin descendientes. Le sucedió, por designación autorizada, su esposa:
- Josefa Loriga y Parra (m. 17 de diciembre de 1938),[2] II condesa del Grove,[1]  Sin descendientes, le sucedió su hermano,:

- Eliseo Loriga Parra (La Coruña, 1869-Madrid, 16 de noviembre de 1959), III conde del Grove,[a] general de artillería y gobernador militar de Vizcaya.[3]

Casó con Esperanza Taboada y Bugallo.
- María Araceli Loriga y Taboada, IV condesa del Grove.[4][5]

Casó, en Zaragoza, el 25 de julio de 1940, con Guillermo Aguirre Ibarra.
«La rehabilitación en el título de Conde del Grove del que fue última poseedora doña María Araceli Loriga Taboada ha sido solicitada por doña María Teresa Vidal Hernández y en cumplimiento de lo dispuesto en el artículo 4º del Decreto de 4 de junio de 1948, se señala el plazo de tres meses, contados a partir de la publicación de este edicto, para que puedan solicitar lo conveniente los que se consideren con derecho al referido título».